# Eublemma brunneosuffusa
Eublemma brunneosuffusa är en fjärilsart som beskrevs av Embrik Strand 1917. Eublemma brunneosuffusa ingår i släktet Eublemma och familjen nattflyn. Inga underarter finns listade i Catalogue of Life.